# 히요시촌 (니가타현 산토군)
히요시촌(日吉村)은 니가타현 산토군에 있던 촌이다. 

## 역사
- 1889년 4월 1일 - 정촌제 시행에 수반해 산토군 히요시촌이 성립하였다.
- 1956년 9월 30일 - 촌이 분립해 미시마정, 세키하라정에 편입되어 소멸하였다.

## 참고문헌
- 『市町村名変遷辞典』東京堂出版、1990年。